# Glen Hope
Glen Hope és una població dels Estats Units a l'estat de Pennsilvània. Segons el cens del 2000 tenia 149 habitants.

## Demografia
Segons el cens del 2000, Glen Hope tenia 149 habitants, 55 habitatges, i 44 famílies. La densitat de població era de 27,8 habitants per quilòmetre quadrat.
Dels 55 habitatges en un 29,1% hi vivien nens de menys de 18 anys, en un 67,3% hi vivien parelles casades, en un 9,1% dones solteres, i en un 18,2% no eren unitats familiars. En el 14,5% dels habitatges hi vivien persones soles el 10,9% de les quals corresponia a persones de 65 anys o més que vivien soles. El nombre mitjà de persones vivint en cada habitatge era de 2,71 i el nombre mitjà de persones que vivien en cada família era de 3.
Per edats la població es repartia de la següent manera: un 19,5% tenia menys de 18 anys, un 8,1% entre 18 i 24, un 28,2% entre 25 i 44, un 26,2% de 45 a 60 i un 18,1% 65 anys o més.
L'edat mediana era de 42 anys. Per cada 100 dones de 18 o més anys hi havia 96,7 homes.
La renda mediana per habitatge era de 35.625 $ i la renda mediana per família de 42.500 $. Els homes tenien una renda mediana de 31.250 $ mentre que les dones 31.250 $. La renda per capita de la població era de 13.321 $. Entorn del 14,6% de les famílies i el 15,7% de la població estaven per davall del llindar de pobresa.

## Poblacions més properes
El següent diagrama mostra les poblacions més properes.